# Київське товариство охорони пам'яток старовини та мистецтва
Київське товариство охорони пам'яток старовини та мистецтва, КТОПСІМ (рос. Киевское общество охраны памятников старины и искусства, КООПСИ) — наукове товариство міста Київ, яке досліджувало історію та мистецтво земель України, Білорусі, Молдови та частково Польщі.

## Історія
Засноване в 1910 р. з ініціативи членів Історичного товариства імені Нестора-літописця.
У 1911 р. з метою внесення пропозицій і змін брали участь в обговоренні закону про охорону пам'яток Російської імперії: «Положення про охорону старожитностей».
Від 7 грудня 1912 р. діяв Розпорядчий комітет очолюваний старшим чиновником з особливих доручень при генерал-губернаторові Мердером О., який залишався на цій посаді до припинення існування товариства в 1920 р.. В тому ж 1912 році це товариство заснувало музей (хранитель музею — Ертель О.) та бібліотеку, що в 1913—1915 рр. містились у приміщенні Педагогічного музею при Київському навчальному окрузі.
У 1913 р. офіційно відкрито Уманське відділення даного товариства, а головою став член Одеського товариства історії та старожитностей, член Таврійської вченої архівної комісії — Ящуржинський Х..
Співпрацювало зазначене товариство з
- Київським відділом Імператорського Російського воєнно-історичного товариства,
- Історичним товариством імені Нестора-літописця,
- Київським товариством старожитностей і мистецтв,
- Церковно-археологічним товариством при Київській духовній академії.

Згадане товариство виступило засновником
- Київської губернської вченої архівної комісії (у 1914 р.)[2] і розробило науково-теоретичні засади її діяльності (праці Каманіна І.),
- крайового архіву та
- Археологічного інституту в Києві для підготовки фахівців архівознавства, що був відкритий в 1918 р..

Від 1918 р. товариство діяло тільки на теренах України.
У 1919 р. припинило діяльність через утворення Всеукраїнського комітету охорони пам'яток старовини і мистецтва. У тому ж 1919 р. найцінніші археологічні знахідки із музею товариства передано Київському художньо-промисловому і науковому музею.
У 1920 р. музейний фонд і бібліотечний фонд товариства передано Українському науковому товариству в Києві.

## Напрямки діяльності товариства
Головний напрямок — охорона історико-культурної спадщини, реставрація, археологія.
Мало на меті
- виявлення, облік та охорона пам'яток на теренах Бесарабської, Волинської, Гродненської, Катеринославської, Київської, Люблінської, Мінської, Подільської, Полтавської, Чернігівської і Херсонської губерній;
- дослідження й збереження місцевих пам'яток старовини;
- розробка критеріїв визначення, поцінування та класифікації пам'яток, формування системи охорони пам'яток та ін.;
- клопотати перед урядовими установами вживання заходів до відновлення й охорони пам'яток, що перебувають у приватних осіб, товариств та установ;
- організація археологічних експедицій для огляду, вивчення і збирання стародавніх пам'яток;
- проводити за дозволом Імператорської археологічної комісії розкопки на громадських, казенних і церковних землях, на приватних ділянках (за згодою власника);
- розшукувати в урядових, станових і громадських установах, у приватних осіб старовинні архівні справи, папери і документи, що мають наукову цінність, вживати заходи щодо їх охорони;
- обговорювати наукові доповіді і видавати наукові праці своїх членів, влаштовувати прилюдні читання за тематикою наукових досліджень, виставки старожитностей;
- створити музей та бібліотеку товариства.

## Склад товариства
До складу зазначеного товариства входило в 1911 р. 187 осіб, потім понад 320 осіб (в Уманське відділення товариства — 30 осіб):
- вища адміністрація Південно-Західного краю;
- професори Київського університету, Київської духовної академії, інженери, архітектори, військові, підприємці та ін.
- Біляшівський М., Болсуновський К., Голубєв С., Данилевич В., Ернст Ф., Каманін І., Меньшов Д., Мілєєв Д., Могилевцев С., Петров М.[1][4], Полонська-Василенко Н., Прахов А., Сіцінський Ю., Терещенко О., Хвойка В., Щербаківський Д., Щербина В..

## Керівництво
- Почесний голова:
  - Київський, Подільський і Волинський генерал-губернатор Трепов Ф..
- Рада голів:
  - єпископ Чигиринський Павло Преображенський (до 1911 р.), київський губернатор О. Гірс (у 1911—1912 рр.), шталмейстер Височайшого двору Суковкін М. (у 1913—1915 рр.), київський губернатор Ігнатьєв О. (у 1915—1917 рр.); 27 грудня 1911 р. загальні збори товариства обрали членом Ради Мердера О. І.[3]; у різний час також були членами ради Голландський П., Добровольський Л., Довнар-Запольський М., Ертель О. (також був хранителем музею), Кулаковський Ю., Леонтович В., Стороженко М., Титов Ф.;
  - товаришами голів ради були — професор Київського університету Іконников В. (у 1910—1916 рр.), професор Київської духовної академії Завітневич В. (від 1916 р.; від березня 1917 р. виконував обов'язки голови цього товариства);
  - першими секретарями були — старший помічник управителя канцелярії генерального-губернатора Бахтін К. (у 1910 р.), старший ад'ютант штабу Київського військового округу підполковник Стеллецький Б. (1910—1913 рр.), діловод управління Київського, Подільського та Волинського генерал-губернатора Левицький О.[1] (від 1913 р.).
- Загальні збори.